# Aithanahalli, Piriyapatna
Aithanahalli là một làng thuộc tehsil Piriyapatna, huyện Mysore, bang Karnataka, Ấn Độ.